# Lenz családnevűek listája
Egyéb Lenz családbeliek
- Heinrich Lenz (1804–1865) balti-német fizikus, akinek a nevéhez fűződik a Lenz-törvény
- Siegfried Lenz (1926–2014) német író

A magyar nagypolgári származású Lenz család tagjai
- Lenz János Nepomuk (1843–1913), nagykereskedő, a "Lenz testvérek cég" társtulajdonosa, a Ferenc József-rend lovagja.
- Lenz József (1897–1965), nagykereskedő, kereskedelmi tanácsos, tartalékos huszár százados, földbirtokos, bérpalota tulajdonos, a "Pro Ecclesia et Pontifice" érdemrend tulajdonosa, "Lenz testvérek cég" társtulajdonosa.
- Lenz József (1922–1942), vitéz, katona,  az azonos nevű nagykereskedő fia.
- Lenz Klára (1924–2013), magyar gobelinművész, boldogfai Farkas Endre vezérkari őrnagy felesége.

A magyar nemesi származású nagysárosi Lenz család tagjai
- nagysárosi Lenz Győző (1849-1934) altábornagy.
- nagysárosi Lenz Albin (1878-1958), vezérkari ezredes.